# MRPS16
MRPS16‏ (Mitochondrial ribosomal protein S16) هوَ بروتين يُشَفر بواسطة جين MRPS16 في الإنسان.